# American Zoetrope

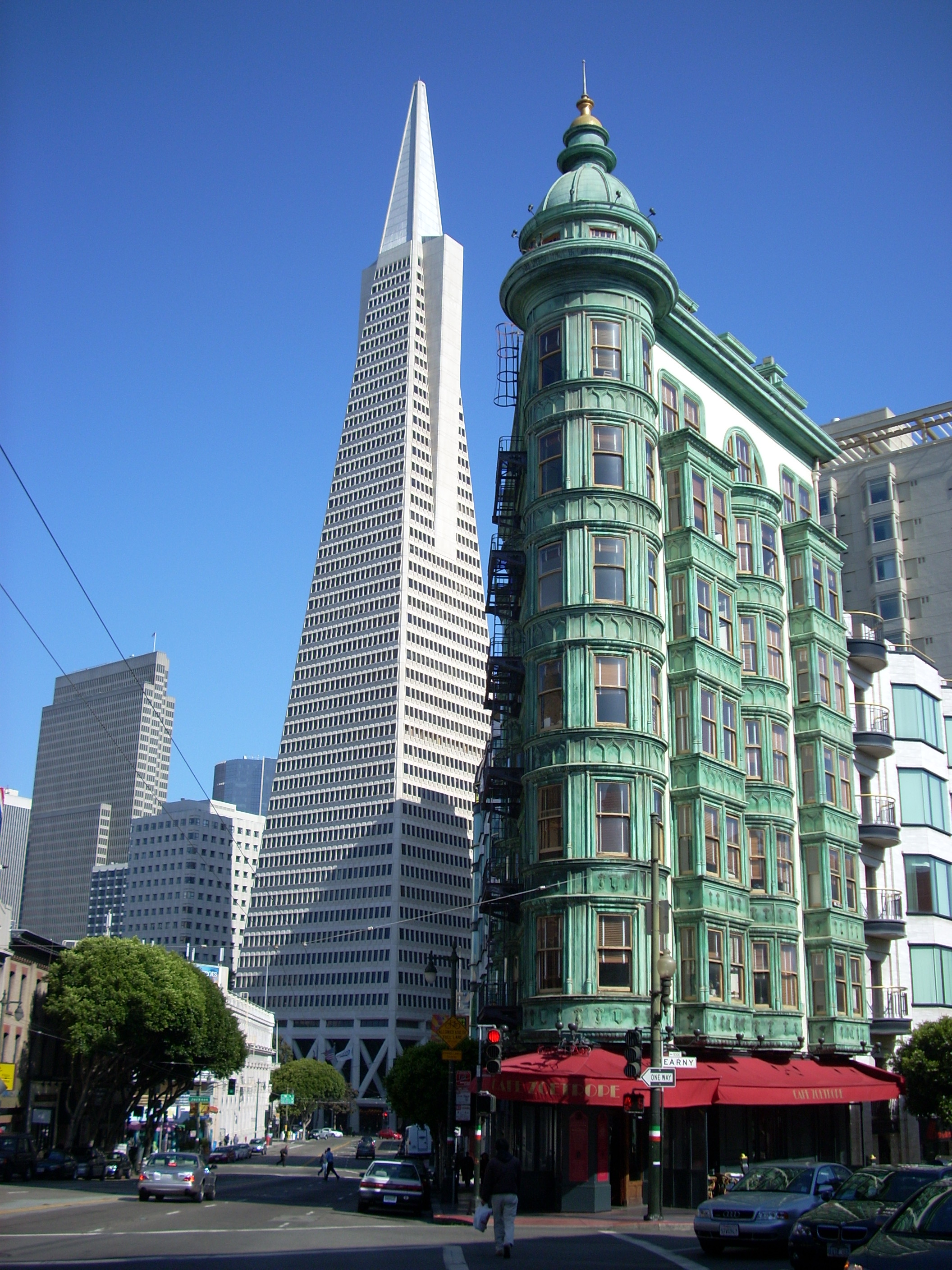
Hoofdkantoor

American Zoetrope is het productiebedrijf dat werd opgericht door Francis Ford Coppola en George Lucas. Een zoetrope is een apparaat dat men in de beginjaren van de film gebruikte om beelden te laten bewegen. Regisseur Mogens Skot-Hansen gaf in de jaren zestig een hele collectie zoetropes aan Coppola, die vervolgens zijn productiebedrijf dezelfde naam meegaf.
In 1969 was een Amerikaans filmproductiebedrijf. De oorsprong ligt in San Francisco. Tussen 1980 en 1983 lag het in Hollywood. De hoofdzetel is tegenwoordig in het Sentinel Building in San Francisco gevestigd. American Zoetrope steunde niet alleen de films van Coppola, maar ook de films van George Lucas, die hij voor zijn Star Warsperiode maakte. In 2002 was American Zoetrope het productiehuis achter de film Lost in Translation, die geregisseerd werd door Sofia Coppola, de dochter van Francis Ford Coppola. De film won een Academy Award voor beste scenario.
Tegenwoordig zijn Francis Ford Coppola en zijn dochter Sofia de eigenaars van het bedrijf.

## Bekende films van American Zoetrope, Ltd.
- THX 1138 - George Lucas (1971)
- American Graffiti - George Lucas (1973)
- The Conversation - Francis Ford Coppola (1974)
- The Godfather Part II - Francis Ford Coppola (1974)
- Koyaanisqatsi - Godfrey Reggio (1982)
- The Rainmaker - Francis Ford Coppola (1997)
- The Virgin Suicides - Sofia Coppola (1999)
- Sleepy Hollow - Tim Burton (1999)
- Jeepers Creepers - Victor Salva (2001)
- Lost in Translation - Sofia Coppola (2002)
- The 4400 - televisieserie (2004-2007)
- Marie Antoinette - Sofia Coppola (2006)
- The Good Shepherd - Robert De Niro (2006)
- Youth Without Youth - Francis Ford Coppola (2007)
- Tetro - Francis Ford Coppola (2009)
- Somewhere - Sofia Coppola (2010)